# ジャン＝ヴィクトール・ベルタン
ジャン＝ヴィクトール・ベルタン （Jean-Victor Bertin、1767年3月20日 - 1842年6月11日）は、フランスの画家である。風景画を得意とし、イタリアの風景などを描いた。

## 略歴
パリでかつら職人の息子に生まれた。子供時代から絵の才能を示し、父親は風景画家のピエール＝アンリ・ド・ヴァランシエンヌに学ばせ、基礎的な訓練を受けることによって、1875年に王立絵画彫刻アカデミーに入学が許され、ガブリエル＝フランソワ・ドワイアンの学生となった。1875年から1793年まで技術コンクール( 'concours d'émulation')に出展し、フランス革命の後、サロン・ド・パリが公募制の展覧会になった後、毎年出展するようになり、1799年に佳作、1808年に金賞を受賞した。
1811年から1817年の間、大トリアノン宮殿やフォンテーヌブロー城の整備のために多くの作品の依頼を受け、民間の有力者からも注文を受けた。
1922年に、レジオンドヌール勲章を受勲した。

## ベルタンの教えた学生
- ジャン＝バティスト・カミーユ・コロー (1796-1875)
- フランソワ＝ガブリエル・レポール (1804-1886)
- フィリップ・ルソー (1816-1887)
- シャルル＝フランソワ・ドービニー (1817-1878)

## 作品
- 風景 (1804)
- イル＝ド＝フランスの風景 (1810/1813)
- (1820)
- (1835/1837)
- イタリア風景(1812)